# Knut Johan Lönnroth
Knut Johan Lönnroth (1826 - 1885) fue un botánico, liquenólogo, y micólogo sueco. Sus colecciones de hongos y líquenes se conservan en las "Colecciones de Hongos Secos de Referencia", del Museo de la Evolución, en la Universidad de Upsala, Norbyvägen 16, SE-752-36, Upsala, Suecia.
Fue profesor asociado del Prof. titular Elias Magnus Fries (1794-1878, en el Departamento de Botánica en Upsala. Y profesor asociado y profesor de la Escuela Superior de Kalmar

## Algunas publicaciones
- Lönnroth, kj. 1856. En röd näckros (Un lirio rojo). Bot. Notiser 1856: 124–125
- Lönnroth, kj. 1858. Descriptiones generum specierumque lichenum, quas novas invenit vel limitibus novis determinavit K.J. Lönnroth, Philosophiae Doctor Upsaliensis. Flora (Regensburg) 41: 611-620, 627-635
- La abreviatura «Lönnr.» se emplea para indicar a Knut Johan Lönnroth como autoridad en la descripción y clasificación científica de los vegetales.[2]